# Wayne Ferreira
Wayne Richard Ferreira, född 15 september 1971 i Johannesburg, Sydafrika, är en sydafrikansk högerhänt tidigare professionell tennisspelare.

## Tenniskarriären
Wayne Ferreira blev professionell ATP-spelare 1989 och spelade på touren till säsongen 2005. Han vann totalt 15 singel- och 11 dubbeltitlar och rankades som bäst som nummer 6 i singel (maj 1995) och nummer 9 i dubbel (mars 2001). I Grand Slam-turneringar vann Ferreira ingen titel men nådde vid två tillfällen semifinalen i Australiska öppna (1992 och 2003). Han vann 2000 Hopman Cup för könsmixade landslag tillsammans med Amanda Coetzer.
Som singelspelare hade Ferreira sina största framgångar på hard-court (11 av 15 titlar). Han finalbesegrade i olika tourturneringar spelare som Michael Stich (München 1995), MaliVai Washington (Ostrava 1995), Pete Sampras (Lyon 1995), Marcelo Rios (Scottsdale 1996) och vid två tillfällen Lleyton Hewitt (Stuttgart 2000 och Los Angeles 2003).
Sex av dubbeltitlarna vann Ferreira på olika underlag tillsammans med ryske spelaren Jevgenij Kafelnikov.
Ferreira deltog i det sydafrikanska Davis Cup-laget 1992-2001 och 2003-05. Han har spelat totalt 59 matcher för laget och vunnit 41 av dem. 

## Spelaren och personen
Wayne Ferreira rankades som världens bästa junior i dubbel 1989 efter att ha vunnit dubbeltiteln för juniorer i US Open.
Efter avslutad aktiv tävlingskarriär arbetar Ferreira som tennistränare vid Berkeleys Universitet. 
Han var medlem i ATP:s styrelse 2001-2002. 

## ATP-titlar
- Singel
  - 1992 - London/Queen's Club, Schenectady
  - 1994 - Oahu, Indianapolis, Bordeaux, Basel, Tel Aviv
  - 1995 - Dubai, Munich, Ostrava, Lyon
  - 1996 - Scottsdale, Montréal/Toronto
  - 2000 - Stuttgart inomhus
  - 2003 - Los Angeles

- Dubbel
  - 1991 - Adelaide, Key Biscayne
  - 1992 - Auckland
  - 1993 - Los Angeles
  - 1995 - Hamburg
  - 1998 - Antwerpen
  - 1999 - Los Angeles
  - 2000 - Monte Carlo
  - 2001 - Indian Wells, Italienska öppna
  - 2003 - Indian Wells